# Nyctophila heydeni
La luciérnaga balear (Nyctophila heydeni) es una especie de coleóptero de la familia Lampyridae. Es una especie presente en la isla de Mallorca, donde podría ser un endemismo.